# 兵庫県道567号東古瀬穂積線
兵庫県道567号東古瀬穂積線（ひょうごけんどう567ごう ひがしごせほづみせん）は、兵庫県小野市から加東市に至る一般県道である。

## 概要
小野市古川町から加東市穂積に至る。
国道175号社バイパスの開通によって旧道の国道指定が解除されたことから、同区間を県道として認定された路線である。1日の交通量が1万台を超えている。

### 路線データ
- 起点：小野市古川町（中古瀬南交差点[注釈 1]、国道175号交点、兵庫県道18号加古川小野線終点）
- 終点：加東市穂積（滝野インター入口交差点、国道175号交点、兵庫県道17号西脇三田線上）
- 総延長：3.972 km

## 路線状況

### 重複区間
- 兵庫県道17号西脇三田線（加東市上中・上中交差点 - 加東市・滝野インター入口交差点（終点））

### 道路施設

#### 橋梁
- 出水橋（出水川、加東市）
- 明治橋（千鳥川、加東市）

## 地理

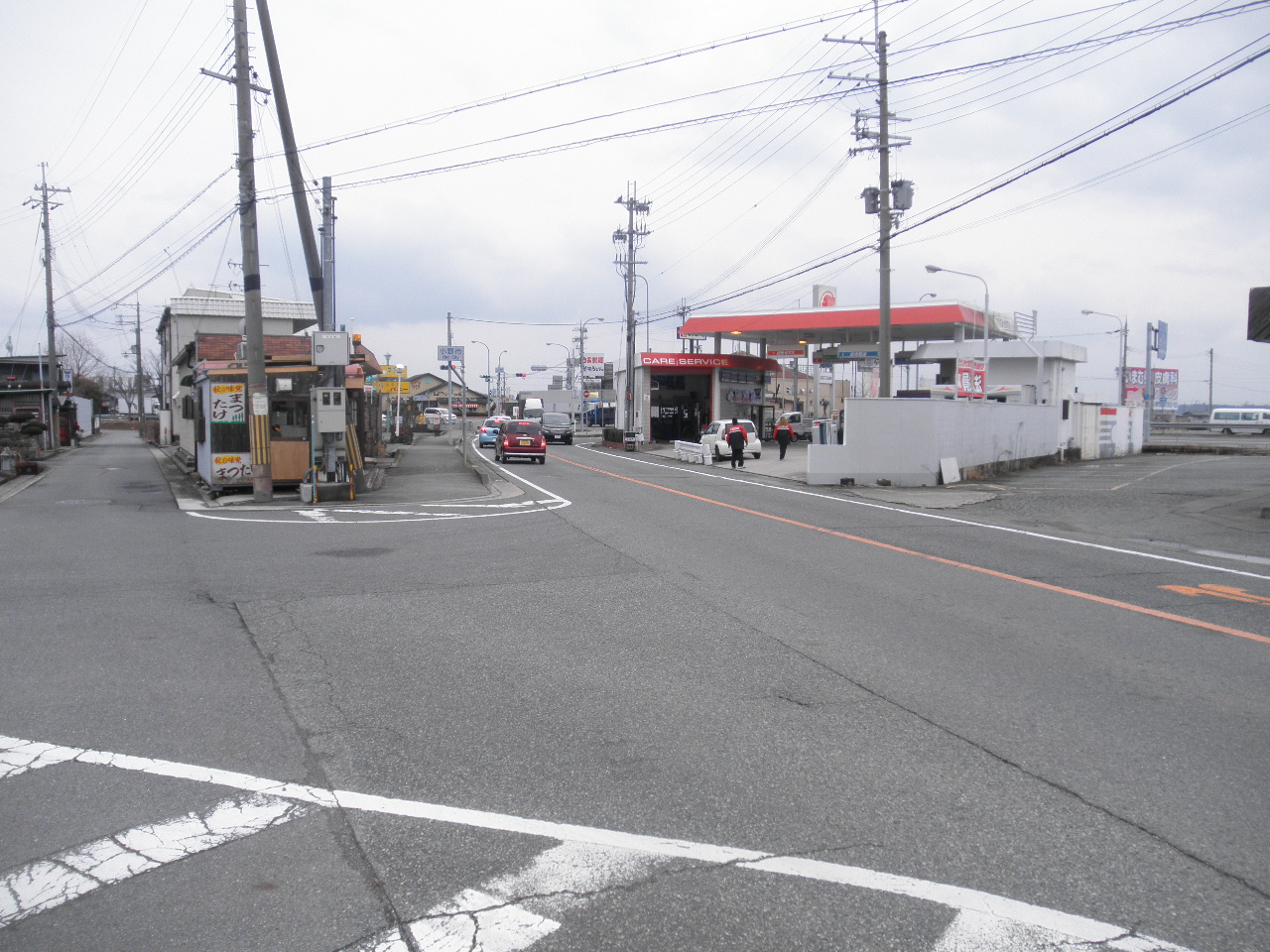
起点付近
加東市東古瀬

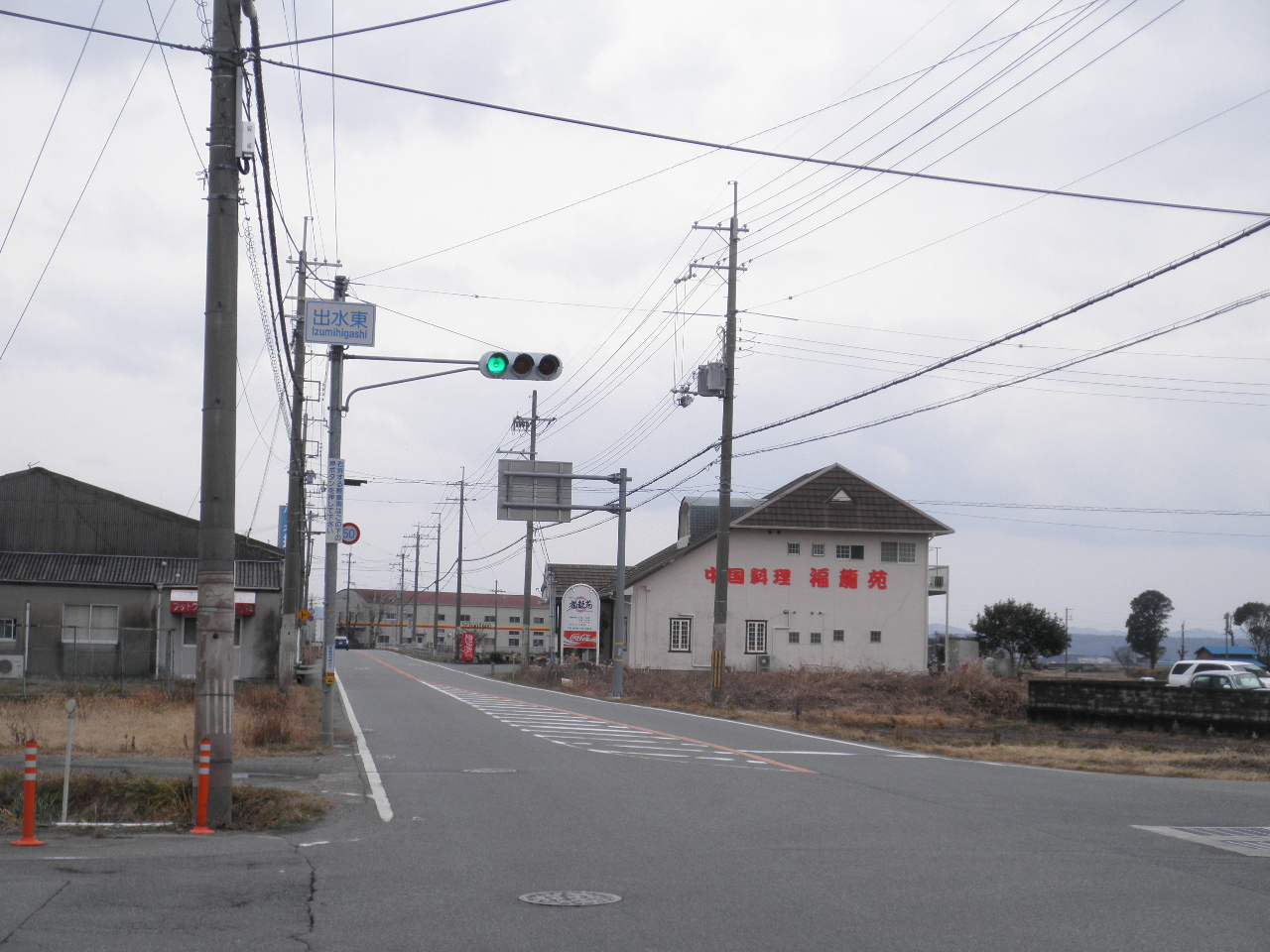
途中経路
加東市出水

### 通過する自治体
- 兵庫県
  - 小野市 - 加東市

### 交差する道路
| 交差する道路                                                 | 市町村名 | 交差する場所 | 交差する場所           |
| ------------------------------------------------------------ | -------- | ------------ | ---------------------- |
| 国道175号 国道427号 重複 兵庫県道18号加古川小野線            | 小野市   | 古川町       | 中古瀬南交差点 / 起点  |
| 国道175号 国道427号 重複 兵庫県道18号加古川小野線            | 加東市   | 東古瀬       | 中古瀬南交差点 / 起点  |
| 兵庫県道351号大門小田線                                      | 加東市   | 沢部         | 南坊交差点             |
| 兵庫県道350号松尾青野ヶ原停車場線                            | 加東市   | 出水         | 出水東交差点           |
| 国道372号                                                    | 加東市   | 松尾         | 山国西交差点           |
| 兵庫県道17号西脇三田線 重複区間起点                          | 加東市   | 上中         | 上中交差点             |
| 国道175号 国道427号 重複 兵庫県道17号西脇三田線 重複区間終点 | 加東市   | 穂積         | 滝野インター入口交差点 |

### 沿線
- 加東市立福田小学校
- 加東市立社小学校
- E2A 中国自動車道 8 滝野社IC